# Горун
 Тази статия е за селото.  За дъба с това име вижте Зимен дъб.  
Горун е село в Североизточна България. То се намира в Община Шабла, област Добрич.

## География
През селото преминава дълбоко дере, което е част от т.нар. Суха река в Добруджа. В сезоните на големи дъждове за 2-3 дни се образува река със заплашителна мощност. Тя се влива в Шабленското езеро.
В близост до селото се намира дъбова гора, която е станала причина то да получи наименованието си „горун“ – това е вид дъб с жълтеникава дървесина. Старото име на селото е Саръмеше, което в превод означава същото.

## История
Селото е създадено около 1830-те години, непосредствено след влизането в страната на войските на Дибич Забалкански. След неговото оттегляне започват масови кланета в Сливенско и Ямболско. Прогоненото население се е установило и в това село. Затова част от хората още си спомянт за котленския си и лозенградски произход. Цели фамилии има от Жеравна и Катунище. Разрушено изцяло по време на най-голямото земетресение в страната през 1901 г.
В селото живеят и няколко фамилии гагаузи, родствени на жителите на изцяло гагаузкото село Българево (община Каварна). Непосредствено след Крайовския договор от 1940 г. румънските заселници след 1919 г. напускат селото и заменят жилищата си с българи, преселени от Румъния в България по Крайовската спогодба 1940 г. Тези фамилии носят особеното наименование „абазои“.
Всички фамилии са живели и живеят в мир. В селото никога не е имало размирици. Почти всички жители от старите поколения на миналия век можели да общуват на турски и румънски, тъй като са ходили на румънско училище в периода 1919-1940 г. Местностите около селото имат и тюркски имена като Махмудорман, Търлата и пр. Селото никога не е било богато и не е имало разслоение на населението.

## Население
Преброяване на населението през 2011 г.
Численост и дял на етническите групи според преброяването на населението през 2011 г.:
|                     | Численост | Дял (в %) |
| Общо                | 91        | 100,00    |
| Българи             | 78        | 85,71     |
| Турци               | 5         | 5,49      |
| Цигани              | 0         | 0,00      |
| Други               | 4         | 4,39      |
| Не се самоопределят | 0         | 0,00      |
| Неотговорили        | 3         | 3,29      |